# Ado (chanteuse)
Pour les articles homonymes, voir Ado.
Ado (アド), née le 24 octobre 2002 à Tokyo, est une chanteuse japonaise. En 2020, à l'âge de 17 ans, elle fait ses débuts avec le single numérique Ussewa (うっせぇわ). Ce single a atteint la première place des classements Japan Hot 100, classement des singles Oricon et Oricon Streaming Chart et obtient plus de 100 millions d'écoutes d'après le magazine Billboard Japan, après avoir passé dix-sept semaine dans le classement de ce dernier. Soit le sixième titre à atteindre ce score le plus rapidement dans l'histoire.
En 2022 elle sort le titre New Genesis (en), qui a été utilisé comme musique pour le film de One Piece Film: Red.
Elle est actuellement sous contrat avec la société Cloud Nine (ja).

## Origine du nom
Dans le théâtre japonais on retrouve notamment un genre nommé le kyōgen (狂言) , qui est par ailleurs le nom de son premier album. Dans ce genre théâtral il existe plusieurs personnages types tels que shite (シテ) et ado (アド). Shite est le personnage principal et Ado est le personnage secondaire qui a pour rôle d'aider Shite. C'est à l'école primaire lorsqu'elle suit un cours sur une pièce de kyōgen nommée kakimabushi (柿山伏 (ja)) qu'elle va découvrir le terme puis le réemployer plus tard comme nom de scène. De plus, retrouve ces mêmes personnages dans le nô, un autre genre théâtral japonais proche.

## Vie et carrière musicale

### 2014-2020: jeunesse et débuts musicaux
Ado naît le 24 octobre 2002 à Tokyo, au Japon,.
En 2014, elle s'intéresse à la musique avec la sortie de Niconico, un site de partage de vidéos de la Nintendo 3DS. Elle commence à regarder des vidéos sur sa console et est impressionnée par les chanteurs de reprises du site qui chantent sans montrer leur visage.
Trois ans plus tard, en 2017, Ado se lance dans la chanson en tant qu'utaite (en) (chanteuse de reprises amateures sur Internet) sur Niconico, après avoir mis en ligne une vidéo d'elle-même chantant une reprise de Kimi no taion. Elle déclare sur la chaîne Nippon TV, qu'à cette époque, elle s'enregistrait dans un placard insonorisé avec du matériel acheté en ligne.
En décembre 2019, elle figure dans le single numérique Kinmokusei (キンモクセイ, litt. « Osmanthus ») de Kujira, sorti le 23 décembre 2019. Quelques mois plus tard, elle participe à un autre single numérique également,Shikabanēze de jon-YAKITORY sorti le 29 mars 2020, puis à l'album compilation PALETTE4 de Pony Canyon en mai 2020. Elle sort deux reprises en version numérique : Call boy de Syudou et Taema naku ai-iro (絶え間なく藍色, litt. « bleu éternel ») de Shishi Shishi.

### Depuis 2020: débuts professionnels avecUsseewa
Le 15 octobre 2020, Ado annonce faire ses débuts avec Universal Music Japan. Le 23 octobre, la veille de son 18e anniversaire, elle sort le single Usseewa écrit par le producteur de Vocaloid Syudou. Le clip vidéo, publié sur sa propre chaîne YouTube, atteint cinq millions de vues en novembre. Un mois après sa sortie, le 10 décembre 2020, Usseewa se classe numéro 1 sur le classement "Spotify Viral 50 Japan". Le 24 décembre 2020, elle continue sur sa lancée en sortant son deuxième single numérique, Readymade, écrit par Surii, un autre producteur de Vocaloid.
Le 23 janvier 2021, Usseewa atteint 40 millions de vues sur YouTube, et le mois suivant, le 3 février 2021, il se classe numéro un à la fois sur le classement des Singles Oricon et sur "Oricon Streaming Chart".
Le 14 février 2021, elle publie le single : Gira Gira, écrit par le producteur de Vocaloid Teniwoha. Quatre jours plus tard, le 18 février, Ado passe le cap du million d'abonnés sur sa chaine YouTube.
Le 15 mars 2021, la chanson Usseewa est classé numéro un dans le classement Billboard Japan Hot 100. Le 20 mars, la vidéo YouTube de la musique atteint le 100 millions de vues, soit 148 jours après sa sortie. Le 29 mars 2021, la musique est écoutée plus de 100 millions de fois d'après le magazine Billboard Japan, et ce, 17 semaines après ses débuts, ce qui en fait la sixième artiste la plus rapide de l'histoire à atteindre ce score mais également la plus jeune en tant que chanteuse solo.
Le 27 avril 2021, elle publie le single Odo (踊), utilisé par la chaîne de télévision japonaise NHK, évoquant l'univers de la production de Vocaloid. Ce quatrième single original est suivi de Yoru no Pierrot (夜のピエロ) et Aitakute (会いたくて), sortis respectivement le 14 juin et le 12 août 2021. Aitakute (会いたくて) sera notamment utilisé dans le film Kaguya-sama: Love Is War Final qui est la suite du premier film Kaguya-sama : Love Is War, ces films étant l'adaptation du manga du même nom.
Gagnant en popularité, le 11 juin 2021, Ado est choisie comme deuxième artiste féminine japonaise pour le projet « YouTube's Artist on the Rise » édition 2021, qui vise à mettre en avant de nouveaux artistes à fort potentiel. Le 11 décembre, elle gagne la récompense du « Meilleur nouvel artiste japonais » décernée lors de la cérémonie Mnet Asian Music Awards. Son titre Odo sera utilisé plus tard par Epic Games dans le trailer de promotion pour le chapitre 6 saison 1 du jeu vidéo Fortnite le 1er décembre 2024, un chapitre axé sur le thème du japon. Enfin le single Ashura-chan sort le 28 octobre 2021 et est utilisé dans la série télévisée Doctor-X: Surgeon Michiko Daimon .

### Succès international: albumsUtattemitaetZanmu
Le 8 juin 2022, Ado est annoncée comme chanteuse dans le film d'animation One Piece: Red, interprétant les chansons du personnage d'Uta, tandis que l'actrice Kaori Nazuka prend en charge les dialogues du personnage dans la version originale. Elle sort le même jour le titre New Genesis, et c'est en août que paraît l'album Uta's Songs: One Piece Film Red qui regroupe les chansons du film qu'elle interprète. L'album connait un succès mondialet Ado occupe la troisième place du classement Billboard Japan Hot 100 tandis que les classements réalisé par Oricon placent Ado en cinquième position. De plus, le thème principal du film, Shinjidai(New Genesis) se positionne dans le top 100 de la plateforme Apple Music. C'est notamment grâce à ce succès qu'en octobre 2022, Ado signe avec Geffen Records pour sortir de la musique aux États-Unis parallèlement à son contrat d'enregistrement actuel avec Virgin Music.
En août 2022, elle annonce sur X, Twitter à l'époque qu’elle chantera pour le film Karada Sagashi et sort fin 2022 les singles Rebellion et Missing qui y figureront.
De décembre 2022 à janvier 2023, Ado effectue sa première tournée nationale nommée « Shinkiro (蜃気楼litt. « Mirage ») » avec 10 représentations dans à six endroits au Japon. Puis de juin à septembre 2023, Ado effectue sa deuxième tournée nationale nommée « Mars » avec 14 représentations dans onze lieux différents à travers le Japon.
Le 3 août 2023, Ado chante la version japonaise de Unforgiven du groupe sud-coréen Le Sserafim avec la participation de Nile Rodgers. En septembre 2023, elle sort Show, une chanson commandée par Universal Studios Japan. En octobre 2023, elle interprète l'opening de la deuxième saison de la série Spy × Family, Kura Kura (クラクラ).
Sa première tournée mondiale nommée « Wish » fût annoncée lors de son 21e anniversaire en octobre 2023. Elle s'est tenue de février à avril 2024. Par ailleurs, elle organise également un spectacle solo au stade national du Japon fin avril 2024, une première pour une artiste féminine solo. Enfin en décembre 2023, elle sort l'album Utattemita (歌ってみた, litt. « J'ai essayé de chanter ») qui reprend les titres Crime and Punishment de Ringo Sheena, God-ish de PinocchioP, Kazari janai no yo namida wa et Unravel de Toru Kitajima ainsi que d'autres reprises, contenu de l'album en annexe.
Le 31 janvier 2024, Ado sort une chanson du nom de Chocolat Cadabra avec un clip animé par Yoh Yoshinari et le studio Trigger. Il s'agit d'une publicité sortie en plusieurs formats commandé par la société coréenne Lotte Group pour promouvoir leurs chocolats.
Le 20 avril 2024, Ado annonce la sortie de son deuxième album Zanmu (残夢), prévu pour le 10 juillet 2024.
Le 26 juin 2024, le groupe d'idols Phantom Siita, produit par Ado, a fait ses débuts avec le single Otomodachi.
En septembre 2024, Ado est annoncée comme chanteuse pour le concert d'ouverture de l'exposition universelle de 2025 d'Osaka. Le concert aura lieu le 13 avril 2025 à l'EXPO Arena.
En octobre 2024, à l'occasion de son 22e anniversaire, Ado dévoile un nouveau single contenant les chansons Sakura Biyori And Time Machine et  Shoka. La première chanson à la spécificité d'être un duo entre Ado et la vocaloid Hatsune Miku et que Ado avait déjà interprété lors de son concert au stade national du Japon aux côtés de la célèbre vocaloid. Ado révèle également sa deuxième tournée mondiale nommée « Hibana (火花, litt. « Étincelle ») » en partenariat avec Crunchyroll, qui se tiendra entre avril 2025 et août 2025. Ado sera présente, comme lors de sa précédente tournée en Asie, eu Europe et en Amérique du Nord, et elle sera également présente en Australie et en Amérique Latine avec un total de 34 représentations. Elle écrit que « l'étincelle est souvent associé à « démarrer un feu », « incendier » et « provoquer quelque chose » » et c'est parce qu'elle veut « provoquer quelque chose de grand » qu'elle a nommé cette tournée de la sorte.
Le 6 décembre, elle publie le single Episode X écrit par Ayase membre du duo japonais Yoasobi pour la série drama Doctor X. Le 16 décembre, elle participe au remix de la chanson Take Me to the Beach du groupe Imagine Dragons. Le 24 janvier 2025, à l'occasion de la première diffusion de la série Who Saw the Peacock Dance in the Jungle? (en) à la télévision japonaise, elle publie le single Elf, qui en constitue le thème principal.
Le 16 mars 2025, Ado participe au "Matsuri '25" au Peacock Theater de Los Angeles, qui a mis à l'honneur la musique Japonaise, avec la participation de Yoasobi et Atarashiii Gakko!. Cet événement vise à promouvoir la musique japonaise à l'échelle internationale et à soutenir les efforts de secours pour les incendies en dédiant une partie des recettes des billets à cette cause.

## Discographie

### Albums
| Titre       | Année | Meilleure position | Meilleure position | Ventes                       | Certifications |
| Titre       | Année | JPN Oricon         | JPN Hot            | Ventes                       | Certifications |
| ----------- | ----- | ------------------ | ------------------ | ---------------------------- | -------------- |
| Kyōgen (en) | 2022  | 1                  | 1                  | - (CD) 262 557 - (DL) 44 935 | Platine        |
| Zanmu       | 2024  | 1                  | 1                  | (CD) 100 981                 | Or             |

### Albums alternatifs et compilations
| Titre                                | Année | Meilleure position | Meilleure position | Ventes                        |
| Titre                                | Année | JPN Oricon         | JPN Hot            | Ventes                        |
| ------------------------------------ | ----- | ------------------ | ------------------ | ----------------------------- |
| Uta's Songs: One Piece Film Red (en) | 2022  | 2                  | 1                  | - (CD) 317 513 - (DL) 108 337 |
| Ado's Utattemita Album (en)          | 2023  | 2                  | 1                  | - (CD) 70 300                 |

### Singles

#### En tant qu'artiste principale
| Titre                                                     | Année | Écrit par                                      | Produit par         | Meilleure position | Certifications                               |
| Titre                                                     | Année | Écrit par                                      | Produit par         | JPN Hot            | Certifications                               |
| --------------------------------------------------------- | ----- | ---------------------------------------------- | ------------------- | ------------------ | -------------------------------------------- |
| Ussewa (うっせぇわ)                                       | 2020  | Syudou (手動)                                  | Syudou (手動)       | 1                  | Platine                                      |
| Readymade (レディメイド)                                  | 2020  | Tree (すりぃ)                                  | Tree (すりぃ)       | 65                 | Argent                                       |
| Gira Gira (ギラギラ)                                      | 2021  | Teniwoha (てにをは)                            | Teniwoha (てにをは) | 12                 | - Or (téléchargements) - Platine (streaming) |
| Odo (踊)                                                  | 2021  | DECO*27 (デコ・ニーナ), Giga (ギガ), Teddyloid | Giga, Teddyloid     | 4                  | - Or (téléchargements) - Platine (streaming) |
| Yoru no Pierrot (夜のピエロ)                              | 2021  | Biz                                            | Biz                 | 13                 |                                              |
| Aitakute (会いたくて)                                     | 2021  | Mewhan (みゆはん)                              | Mewhan (みゆはん)   | 27                 |                                              |
| Ashura-chan (阿修羅ちゃん)                                | 2021  | Neru                                           | Neru                | 5                  | Or (téléchargements)                         |
| Kokoro à iu Na no Fukakai (心という名の不可解)            | 2022  | Mafumafu                                       | Mafumafu            | 11                 |                                              |
| Eien no Akuruhi (永遠のあくる日)                          | 2022  | Teniwoha                                       | Teniwoha            | 35                 |                                              |
| New Genesis (新時代, Shin Jidai),                         | 2022  | Yasutaka Nakata                                | Yasutaka Nakata     | 1                  | Platine                                      |
| I'm Invincible (私は最強, Watashi wa Saikyō)              | 2022  | Motoki Ohmori                                  | Mrs. Green Apple    | 2                  | - Or (téléchargements) - Platine (streaming) |
| Backlight (逆光, Gyakkō)                                  | 2022  | Vaundy                                         | Vaundy              | 2                  | Platine (streaming)                          |
| Fleeting Lullaby (ウタカタララバイ, Utakata Lullaby)      | 2022  | Tophamhat-Kyo                                  | FAKE TYPE           | 5                  | Platine (streaming)                          |
| Riberion (リベリオン)                                     | 2022  | Chinozo                                        | Chinozo             | 20                 |                                              |
| Tot Musica                                                | 2022  | Hiroyuki Sawano                                | Hiroyuki Sawano     | 6                  | Or (streaming)                               |
| The World's Continuation (世界のつづき, Sekai no Tsuzuki) | 2022  | Yuta Orisaka                                   | Yuta Orisaka        | 12                 | Or (streaming)                               |
| Where the Wind Blows (風のゆくえ, Kaze no Yukue)          | 2022  | Motohiro Hata                                  | Motohiro Hata       | 10                 | Or (streaming)                               |
| Yukueshirezu (行方知れず)                                 | 2022  | Sheena Ringo                                   | Sheena Ringo        | 25                 |                                              |
| Atashi wa Mon Dai Saku (アタシは問題作)                   | 2023  | Pinocchiop                                     | Pinocchiop          | 27                 |                                              |
| Ibara (いばら)                                            | 2023  | Vaundy                                         | Vaundy              | 38                 |                                              |
| Himawari (向日葵)                                         | 2023  | Mewhan                                         | Mewhan              | 19                 |                                              |
| Show (唱)                                                 | 2023  | Giga                                           | Giga                | 1                  | - Or (téléchargements) - Platine (streaming) |
| Dignity (尊厳)                                            | 2023  | B’z                                            | B’z                 | 34                 |                                              |
| Kura Kura (クラクラ)                                      | 2023  | meiyo                                          | meiyo               | 9                  | Or (streaming)                               |
| All Night Radio (オールナイトレディオ)                    | 2023  | Mitchie M                                      | Mitchie M           | 99                 |                                              |
| Chocolat Cadabra (ショコラカタブラ)                       | 2024  | TAKU INOUE                                     | Camellia            | 31                 |                                              |
| Value                                                     | 2024  | Police Piccadilly                              | Police Piccadilly   | 45                 |                                              |
| Mirror                                                    | 2024  | natori                                         | natori              | 44                 |                                              |
| Rule (ルル)                                               | 2024  | Materu                                         | Materu              | 40                 |                                              |
| Shoka (初夏)                                              | 2024  | Ado                                            |                     | 63                 |                                              |
| Sakura Biyori and Time Machine (桜日和とタイムマシン)     | 2024  | Mafumafu                                       |                     | 15                 |                                              |
| Kitto Coaster (きっとコースター)                          | 2024  |                                                |                     |                    |                                              |
| Episode X                                                 | 2024  | Ayase                                          | ENJIN TOKYO         | 39                 |                                              |
| Elf (エルフ)                                              | 2025  | Teniwoha                                       |                     | 44                 |                                              |
| Watashi ni hanataba (わたしに花束)                        | 2025  | shito様, gom様                                 |                     | 40                 |                                              |
| Rockstar (ロックスタ)                                     | 2025  | jon-YAKITORY                                   | jon-YAKITORY        | 93                 |                                              |

#### Collaborations
| Date de sortie    | Artiste         | Titre                                   |
| ----------------- | --------------- | --------------------------------------- |
| 12 décembre 2019  | Kujira          | Kinmokusei (feat. Ado)                  |
| 29 mars 2020      | Jon-Yakitory    | Shikabanēze (feat. Ado)                 |
| 11 mai 2020       | Toiki           | Anemone (feat. Ado)                     |
| 30 juin 2020      | Nagumo Yūki     | Stick Candy (feat. Ado)                 |
| 14 août 2020      | Biz             | Tokyo Cannibalism Biz (feat Ado)        |
| 28 août 2020      | Jon-Yakitory    | Eat (feat. Ado)                         |
| 11 septembre 2020 | Biz             | Freud Meta Biz (feat. Ado)              |
| 21 septembre 2020 | Linmu           | Oshare banchō (feat. Ado)               |
| 23 septembre 2020 | Nakimushi       | Shake It Now. (feat. Ado)               |
| 11 décembre 2020  | Jon-Yakitory    | Faking of Comedy (feat.Ado)             |
| 12 décembre 2020  | Hīragi Kirai    | Love Ka? (feat. Ado)                    |
| 1er février 2021  | Miko Kichi      | Radio Noise (feat. Ado)                 |
| 6 mars 2021       | Hosomichi Okuno | Fool Fool Fool (feat. Ado)              |
| 15 juillet 2021   | Jon-Yakitory    | AntiSystem's (feat. Ado)                |
| 17 septembre 2021 | Jon-Yakitory    | Rasen (feat. Ado)                       |
| 8 août 2023       | Le Sserafim     | Unforgiven (feat. Nile Rodgers and Ado) |
| 16 décembre 2024  | Imagine Dragons | Take Me To The Beach (feat. Ado)        |

#### Singles promotionnels
| Titre                 | Année | Album                                        | Meilleure position |
| Titre                 | Année | Album                                        | JPN Hot            |
| --------------------- | ----- | -------------------------------------------- | ------------------ |
| Senbonzakura (千本桜) | 2022  | 10 Shūnen Kinen Album Tout ce Senbonzakura ! | 59                 |

### Autres chansons répertoriées
| Titre                                            | Année | Album  | Meilleure position |
| Titre                                            | Année | Album  | JPN DL             |
| ------------------------------------------------ | ----- | ------ | ------------------ |
| Hanabi (花火)                                    | 2022  | Kyōgen | 63                 |
| Domestic Violence (ドメスティックでバイオレンス) | 2022  | Kyōgen | 64                 |
| Freedom                                          | 2022  | Kyōgen | 71                 |
| Motherland (マザーランド)                        | 2022  | Kyōgen | 76                 |
| Kagakushū (過学習)                               | 2022  | Kyōgen | 98                 |

## Clips vidéos
| Date de sortie    | Titre                                   | Réalisateur du clip |
| ----------------- | --------------------------------------- | ------------------- |
| 23 octobre 2020   | Usseewa                                 | Wooma               |
| 24 décembre 2020  | Readymade                               | Yasutatsu           |
| 14 février 2021   | Gira Gira                               | Numata Zombi        |
| 27 avril 2021     | Odo                                     | Kayuka              |
| 14 juin 2021      | Yoru no Pierrot                         | Jinguji             |
| 12 août 2021      | Aitakute                                | Mono-Devoid         |
| 28 octobre 2021   | Ashura-chan                             | Mono-Devoid         |
| 17 janvier 2022   | KokoroToIuNanoFukakai                   | Akito Nakayama      |
| 26 janvier 2022   | Fireworks                               | goru                |
| 6 mars 2022       | Kagakushū                               | Saki Naito          |
| 14 mars 2022      | Eternal Coming Day                      | nanon               |
| 26 mars 2022      | Domestic violence                       | Akito Nakayama      |
| 8 mai 2022        | Motherland                              | yasutatsu           |
| 8 mai 2022        | Lucky Bruto                             | Akito Nakayama      |
| 15 juin 2022      | New Genesis                             | hmng                |
| 22 juin 2022      | I'm invincible                          | Ai Nina             |
| 6 juillet 2022    | Backlight                               | Hironobu Nagasawa   |
| 6 août 2022       | Fleeting Lullaby                        | Wotakichi (NIN)     |
| 10 août 2022      | The World's Continuation                | Sto1e               |
| 17 août 2022      | Tot Musica                              | Wooma               |
| 24 août 2022      | Where the Wind Blows                    | Chie Miyasaka       |
| 19 septembre 2022 | Rebellion                               | Kantaro             |
| 10 octobre 2022   | Missing                                 | Sakiyama            |
| 24 octobre 2022   | Freedom                                 | Keigo Inoue         |
| 20 février 2023   | I'm a Controversy                       | Eiri Na Hamono      |
| 22 août 2023      | Unforgiven (feat. Nile Rodgers and Ado) | Soonsik Yang        |
| 6 septembre 2023  | Show                                    | yasutatsu           |
| 18 septembre 2023 | DIGNITY                                 | omao                |
| 5 octobre 2023    | Kura Kura                               | s!on                |
| 13 octobre 2023   | All Night Radio                         | yoshi mi yoshi      |
| 30 janvier 2024   | Chocolat Cadabra                        | Trigger (Studio)    |
| 23 février 2024   | Value                                   | g2_1112             |
| 31 mai 2024       | MIRROR                                  | SPC様               |
| 5 juillet 2024    | RuLe                                    | nnme__618           |
| 14 octobre 2024   | Shoka                                   | Tru様               |
| 23 octobre 2024   | Sakura Biyori and Time Machine          | ア行様              |

| Année | Date         | Titre                    | Versions          |
| ----- | ------------ | ------------------------ | ----------------- |
| 2021  | 5 février    | うっせぇわ Ussewa        | Giga (remix)      |
| 2021  | 29 juillet   | 夜のピエロ Yoru no piero | TeddyLoid (remix) |
| 2021  | 31 août      | 踊 Odo                   | Bon-Odo           |
| 2021  | 30 septembre | 会いたくて               | Piano             |
| 2023  | 31 décembre  | 唱 Show                  | Jax Jones (remix) |
| 2024  | 6 semptembre | 唱 Show                  | TeddyLoid (remix) |

## Distinctions
| Année | Cérénomie                    | Catégorie                   | Nomination  | Résultat   | Ref    |
| ----- | ---------------------------- | --------------------------- | ----------- | ---------- | ------ |
| 2021  | Mnet Asian Music Awards      | Best New Asian Artist Japan | Ado         | Lauréat    | [ 66 ] |
| 2021  | MTV Video Music Awards Japan | MTV Breakthrough Song       | Usseewa     | Lauréat    | [ 67 ] |
| 2021  | 63e Japan Record Awards      | Special Award               | Ado         | Lauréat    | [ 68 ] |
| 2022  | Billboard Japan Music Awards | Artist of the Year          | Ado         | Lauréat    | [ 69 ] |
| 2022  | MTV Video Music Awards Japan | Song of the Year            | New Genesis | Lauréat    | [ 70 ] |
| 2022  | 64th Japan Record Awards     | Excellent Work Awards       | New Genesis | Lauréat    | [ 71 ] |
| 2022  | 64th Japan Record Awards     | Special Prize               | Ado         | Lauréat    | [ 71 ] |
| 2023  | 7e Crunchyroll Anime Awards  | Best Anime Song             | New Genesis | Nomination | [ 72 ] |
| 2023  | 65e Japan Record Awards      | Excellent Work Awards       | Show        | Lauréat    | [ 73 ] |